# 70 Virginis b
 70 Virignis b o 70 Vir b es un planeta gaseoso que orbita cada 116 días la estrella 70 Virginis, distante 59 años luz de la Tierra. En el momento de su descubrimiento, se creía que la estrella estaba a solo 29 años luz de distancia, a causa de la estrella que es menos luminosa que su magnitud aparente. Por consiguiente se creyó que la órbita del planeta se hallaba dentro de la zona de habitabilidad, siendo apodado como Ricitos de Oro (no demasiado frío o demasiado caliente). El satélite Hipparcos más tarde mostró que la estrella se hallaba más lejos de la Tierra, y era por tanto más brillante, lo que hacía al planeta demasiado caliente para sustentar vida.